# Grzegorz Białkowski

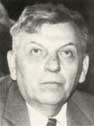
Grzegorz Białkowski

Grzegorz Białkowski (* 8. Dezember 1932 in Warschau; † 29. Juni 1989 ebenda) war ein polnischer Physiker, Lyriker und Politiker.

## Leben
Białkowski verbrachte seine Kindheit während der deutschen Besetzung in Warschau und besuchte die Schule im Untergrund. Nach dem Zweiten Weltkrieg führte er seine Schulbildung in Warschau fort. Nach dem Abitur nahm er 1950 ein Studium an der Fakultät für Mathematik und Physik der Universität Warschau auf und erwarb 1955 den Magister. Während seines Studiums arbeitete er ab 1953 als Assistent und anschließend als Aspirant  sowie von 1957 bis 1960 als älterer Assistent. Daneben arbeitete er von 1958 bis 1961 am Institut für Physik der Polnischen Akademie der Wissenschaften. An der Universität Warschau promovierte er 1959 und arbeitete anschließend als Adjunkt im dortigen Fachbereich für Mathematik, Physik und Chemie.
Als Lyriker debütierte er 1962 mit den Gedichten Gdzie byłem, Nas trzech, Ulica Chmielna und Żadnym oczom, die in der Zeitschrift Współczesność erschienen. An der Universität Warschau habilitierte er 1964 und wurde als Dozent angestellt. Danach wurde er 1965 stellvertretender Leiter des Instituts für Theoretische Physik und leitete zudem von 1965 bis 1967 die Arbeitsgruppe für Theoretische Hochenergiephysik. 1966 wurde er zum Professor ernannt. In den Verband der Polnischen Literaten wurde er 1970 aufgenommen.
1984 wurde er Rektor der Universität Warschau. In den Jahren 1987 bis 1989 publizierte er Gedichte und Artikel in den Zeitungen Tygodnik Kulturalny, Więzi, Przegląd Katolicki, Tygodnik Powszechny und Kultura Niezależna. In den Redaktionsrat der Zeitschrift Res Publica wurde er 1989 aufgenommen. Von dem Bürgerkomitee Solidarność wurde er 1989 für die Senatswahlen aufgestellt und als Senator für die Woiwodschaft Piotrków gewählt. Noch bevor er seinen Amtseid abgelegt hatte, starb Białkowski.

## Werke

### Lyrik
- Mgła, 1964
- Odwijanie ze źródła, 1967
- Przemienienie, 1973
- Klęski wojenne, 1983
- Całopalenie. Wiersze z lat 1970–1981, 1986
- Istota i istnienie, 1988
- Koronacja, 1988

### Fachliteratur
- Cząstki elementarne, 1971; zusammen mit Ryszard Sosnowski
- Mechanika klasyczna, 1974
- Stare i nowe drogi fizyki, 3 Bände, 1981–1985

## Auszeichnungen
- Ritterorden Polonia Restituta